# Agrostis longiberbis
Agrostis longiberbis là một loài thực vật có hoa trong họ Hòa thảo. Loài này được Hack. ex Lor.B.Sm. mô tả khoa học đầu tiên năm 1971.